# Let go
『Let go』（レット・ゴー）は、BONNIE PINKの通算4枚目のオリジナルアルバム。2000年4月5日発売。発売元はイーストウエスト・ジャパン、販売元はワーナーミュージック・ジャパン。CDコードはAMCN-4770。

## 概要
『Let go』はアルバム『evil and flowers』から2年ぶりとなるオリジナルアルバム。ニューヨークでの長期休養を経て製作された、ワーナーミュージック・ジャパン移籍第一弾アルバムである。
プロデューサーにミッチェル・フルームを迎え、BONNIE PINKとの共同プロデュースという形でロサンゼルスで製作された。
タイトルの｢Let go｣は「余計なものは手放したい、もっと自由に生きていきたい」という気持があって作ったものなのでそう名付けた。(本人談)
また、プリンスの元ギタリストとして知られるWendy Melvoinが｢Call My Name｣でベース＆ギター・プレイを行なっている。
初回限定盤は紙製の特殊ジャケット仕様になっている。
本アルバムの発売にあたって、「You Are Blue, So Am I」が先行シングルとしてリリースされた。

## 収録曲
1. Sleeping Child （4:07）
（作詞・作曲：Bonnie Pink）
2. Fish （3:50）
（作詞・作曲：Bonnie Pink）
3. Trust （3:26）
（作詞・作曲：Bonnie Pink）
4. Reason （3:05）
（作詞・作曲：Bonnie Pink）
5. 過去と現実 （3:56）
（作詞・作曲：Bonnie Pink）
日本テレビ系「ZZZ ホットパンツ」エンディングテーマ
6. Tears For Leo （3:38）
（作詞・作曲：Bonnie Pink）
7. Call My Name （3:35）
（作詞・作曲：Bonnie Pink）
8. Run With Yourself （4:30）
（作詞・作曲：Bonnie Pink）
9. Shine （3:38）
（作詞・作曲：Bonnie Pink）
10. Shadow （3:37）
（作詞・作曲：Bonnie Pink）
11. Rumblefish （4:41）
（作詞・作曲：Bonnie Pink）
12. You Are Blue, So Am I （4:20）
（作詞・作曲：Bonnie Pink）
13. Refrain （2:30）
（作曲：Bonnie Pink)
インスト曲～アコースティック・ギター：Bonnie Pink